# یواس‌اس ویرجینیا (اس‌اس‌ان-۷۷۴)
یواس‌اس ویرجینیا (اس‌اس‌ان-۷۷۴) (به انگلیسی: USS Virginia (SSN-774)) یک زیردریایی است که طول آن 377 feet می‌باشد. این زیردریایی در سال ۲۰۰۳ ساخته شد.